# Сагитова, Фарзана Фаткулловна
Фарзана Фаткулловна Сагитова (род. 20 апреля 1943, Кузяново) — советский вокальный педагог, певица. Заведующая кафедрой вокального искусства Уфимской государственной академии искусств имени З. Исмагилова, профессор. Заслуженный деятель искусств Российской Федерации (2008) и Республики Башкортостан (1997), заслуженный работник культуры Башкирской АССР (1983). Лауреат Республиканского конкурса молодых певцов на приз имени Газиза Альмухаметова (1970).

## Образование
В 1966 году окончила Уфимское училище искусств (класс М. Г. Муртазиной), в 1974 — Уфимский государственный институт искусств (класс Л. Г. Менабени).

## Трудовая деятельность
В 1966—1969 гг. работала преподавателем в детской музыкальной школе города Ишимбая.
С 1974 года преподаёт в Уфимском государственном институте искусств. С 1981 года заведовала отделом сольного пения, с 1999 года — кафедрой вокального искусства Уфимской государственной академии искусств имени З. Исмагилова.

## Научная и творческая деятельность
Сагитова Фарзана Фаткулловная является автором 14 научных и учебно-методических работ. В её репертуаре есть арии из опер, песни башкирских, отечественных и зарубежных композиторов, башкирские народные песни.
Неоднократно была председателем жюри Межрегионального конкурса исполнителей башкирской песни «Ирендык мондары», а также председателем жюри фестиваля «Радуга», членом жюри I Международного конкурса музыкантов-исполнителей имени Загира Исмагилова, конкурсов «Я вхожу в мир искусств» и вокалистов-выпускников музыкальных ВУЗов России. и т. д.

## Ученики
Среди учеников — Ф. З. Салихов, заслуженные артисты Башкортостана Р. З. Амангильдина, И. Ф. Валиев, М. У. Искужина, Российской Федерации — А. Волкова, Республики Татарстан — З. Шакирова и другие.

## Награды и звания
- Лауреат Республиканского конкурса молодых певцов на приз имени Газиза Альмухаметова (1970).
- Заслуженный работник культуры Башкирской АССР (1983)[10].
- Заслуженный деятель искусств Республики Башкортостан (1997)[11].
- Заслуженный деятель искусств Российской Федерации (2008).

## Критика
- Лилия Халикова: «Очень мне повезло, что попала в руки Фарзаны Фаткулловны Сагитовой, которая наделила меня профессиональными навыками, воспитывала как в музыке, так и в жизни. И до сих пор воспитывает…Она и концертмейстер Ирина Станиславовна Долматова уделяли мне много внимания, любви, занимались со мной и во внеурочное время, и в выходные… Да, было трудно, особенно когда голос не шел. Я знала, как нужно сделать, но не получалось… Фарзана Фаткулловна помогала. У неё чуткое ухо, и она очень грамотно выстроила мне голос, благодаря ей я услышала самое себя.»[12].
- Ильгам Валиев: «Его приняла в свой класс Фарзана Фаткулловна Сагитова….уроки вокала у той же Фарзаны Фаткулловны были особенно желанны и любимы. И она, со своим педагогическим опытом, профессионализмом, бережно и заботливо пестовала его талант все студенческие годы».
- Фанави Салихов: «Представьте: мне 21 год, а надо осваивать вокал, учиться играть на фортепиано. Спасибо за терпение педагогу Фарзане Фаткулловне Сагитовой»[13].

## Семья
Братья — Карим и Риф Шаяхметовы.
Супруг — Талгат Нигматуллович Сагитов (занимал посты: главный редактор республиканской газеты «Башкортостан», министр культуры РБ).
Сыновья — Салават (заместитель Премьер-министра Правительства Республики Башкортостан), Азамат (генеральный директор Уфимского городского фонда развития и поддержки малого предпринимательства).
Отец — двоюродный брат Ахметзаки Валиди.